# Ferencvárosi TC (hokej na lodzie)
Ferencvárosi TC – węgierski klub hokejowy z siedzibą w Budapeszcie, sekcja klubu Ferencvárosi TC.

## Sukcesy
- Złoty medal mistrzostw Węgier (29 razy): 1951, 1955, 1956, 1961, 1962, 1964, 1967, 1971, 1972, 1973, 1974, 1975, 1976, 1977, 1978, 1979, 1980, 1984, 1989, 1991, 1992, 1993, 1994, 1995, 1997, 2019, 2020, 2021, 2022
- Puchar Węgier (13 razy): 1968, 1969, 1973, 1974, 1975, 1976, 1977, 1979, 1980, 1983, 1990, 1991, 1995
- Złoty medal Panońskiej Ligi: 2003
- Złoty medal Erste Liga: 2019, 2020[1]
- Srebrny medal Este Liga: 2022